# علم آداب البحث
علم آداب البحث ويقال له علم المناظرة هو علم يبحث فيه عن كيفية إيراد الكلام بين المناظرين. وموضوعه الأدلة من حيث أنها يثبت بها المدعي على الغير. ومباديه أمور بينة بنفسها. والغرض منه تحصيل ملكة طرق المناظرة، لئلا يقع الخبط في البحث فيتضح الصواب.
وقال في الكشاف المناظرة علم يعرف به كيفية آداب إثبات المطلوب ونفيه أو نفي دليله مع الخصم. والآداب الطرق، وموضوع هذا العلم البحث. وتطلق المناظرة أيضا في اصطلاح أهل هذا العلم على النظر من الجانبين في النسبة بين الشيئين إظهارا للصواب. وقيل توجه الخصمين في النسبة بين الشيئين إظهارا للصواب أي توجه المتخاصمين الذين مطلب أحدهما غير مطلب الآخر إذا توجها في النسبة، وإن كان ذلك التوجه في النفس كما كان للحكماء الإشراقيين وكان غرضهما من ذلك إظهار الحق والصواب يسمى ذلك التوجه بحسب الاصطلاح مناظرة وبحثا.
وقال ابن صدر الدين في الفوائد الخاقانية وهذا العلم كالمنطق، يخدم العلوم كلها، لأن البحث والمناظرة عبارة عن النظر من الجانبين، في النسبة بين الشيئين، إظهارا للصواب، وإلزاما للخصم، والمسائل العلمية تتزايد يوما فيوما، بتلاحق الأفكار والأنظار، فلتفاوت مراتب الطبائع والأذهان، لا يخلو علم من العلوم عن تصادم الآراء، وتباين الأفكار، وإدارة الكلام، من الجانبين للجرح والتعديل، والرد والقبول، وإلا لكان مكابرة غير مسموعة، فلا بد من قانون يعرف مراتب البحث، على وجه يتميز به المقبول عما هو المردود. وتلك القوانين هي: علم آداب البحث. اهـ قوله وإلا لكان مكابرة أي وإن لم يكن البحث لإظهار الصواب، لكان مكابرة. وفيه مؤلفات أكثرها مختصرات وشروح للمتأخرين منها. منها: آداب شمس الدين السمرقندي وهي أشهر كتب الفن ووآداب عضد الدين الأيجي ووآداب أحمد بن سليمان كمال باشا ووآداب أبي الخير أحمد بن مصطفى طاشكبري زاده المتوفى سنة اثنتين وستين وتسعمائة وهو جامع لمهمات هذا الفن.